# Geranium lanuginosum
Geranium lanuginosum là một loài thực vật có hoa trong họ Mỏ hạc. Loài này được Lam. mô tả khoa học đầu tiên năm 1788.